# 2008년 하계 올림픽 연예인 응원단에 대한 논란
2008년 하계 올림픽 연예인 응원단에 대한 논란은 2008년 베이징 올림픽에 전직 프로야구 선수출신 강병규를 주축으로한 대한민국의 연예인들이 문화체육관광부 예산의 지원을 받아 응원단을 꾸려 10일간 활동하며 정부 예산 총 2억 1천여만원을 사용한 데에 대한 비판이다. 발단은 2008년 10월 17일 국정감사 도중 민주당 최문순 의원의 언급에 따르면 8월 9일부터 8월 19일까지 연예인 응원단은 체육진흥투표권 사업 적립금 2억 1189만3000원 중 2억여원을 사용, 1129만원을 남긴 것으로 나타났다. 국정감사로부터 문제가 불거졌을 때 이들은 베이징 현지에 머물며 한국 대표팀을 응원하기 위해 구성됐으나 유도 왕기춘, 수영 박태환 등 주요 경기의 표를 구하지 못해 텔레비전을 시청하며 응원했다는 사실이 밝혀져 국민의 원성을 샀다. 특히, 응원단 대표격인 강병규의 해명이 석연치 않아서 국민적 논란을 불러일으켰다. 그 후, 2009년 2월에 문화관광부는 638만원을 강병규로부터 환수했다.

## 사건 개요

### 응원단원
- 응원단장 : 강병규
  - 김나영, 임성훈, 미나, 조여정, 최성조, 진보라, 김용만, 윤정수, 왕배, SIC, 채연, 에바 포피엘, (주영훈, 이윤미[3]), 박준형, 김지혜, 남승민, 한성주, 안선영, 현영, 강병규 이상 21명의 연예인
  - 연예인의 수행원 21명[4]

### 예산 지출 내역[5]
- 여비
  - 항공료: 41명, 3701만원
  - 숙박비: 1억 1603만 8천원
  - 식비: 1104만 3천원
- 기타 경비
  - 비자: 285만원
  - 차량: 1674만 3천원
  - 현지가이드 및 코디: 각 1명, 313만 9천원
  - 간식: 216만 7천원
  - 통신비: 268만 3천원
  - 여행자 보험, 스파, 택시비: 82만 8천원
  - 관람권: 야구 22매, 농구 10매 총 81만원

### 환수금 및 최종 정산
문화관광부는 강병규에게 지급했던 돈 중 집행 잔액과 응원단의 본래 목적과 어긋나는 곳에 쓰인 스파비용(59만8천원), 예정에 없었던 수행원에 대한 경비 등 총 1,190여 만원을 환수하려했다. 그러나 강병규가 베이징에 가지는 않았지만 응원단 출정식때 잠시 참여한 박경림, 장윤정, 박현빈, 한석준 아나운서 등 네 명에게 100만원씩 지급한 총 400만원을 반납하지 않겠다고해서 2009년 2월 문화관광부는 638만원만 환수하였다. 물론 베이징에서의 하루 방값이 올림픽 기간 당시 60~70만원이었음에도 정산서에는 100만원으로 되어있는점이 석연치 않지만 영수증이 첨부되어 있어서 인정하기로 했다. 뿐만 아니라 당초 계획에 없던 기자단 비용 1,500만 원도 포함되었다.

## 강병규의 거짓 해명 파문

### 강병규의 1차 해명과 4대 의혹 제기
강병규는 10월 23일 오후 서울 여의도 KBS 방송국 신관에서 약식 기자회견을 통해 처음 제기된 문제 부분은 사실과 다르다고 해명했다. 대략의 내용은 문화관광부가 대한민국 올림픽 선수단을 응원하자는 취지로 먼저 제의했을 뿐이고, 호텔은 올림픽으로 베이징 현지의 물가가 너무 올라서 100만여원을 1박에 쓰게 된 것 뿐이라고 했다. 뿐만 아니라, 비행기표 역시 당시 표를 구하기 힘들어서 비지니스석(2등석)을 이용한 것이라고 했다. 하지만 이와 같은 해명에 대해서 이러한 강병규의 해명이 사실과 다르다는 이른바 '4가지 거짓말 의혹'이 29일 무렵부터 제기되었다. 4가지 의혹은 다음과 같다.
- 강병규의 주장1: 정부에서 먼저 연예인 응원단을 요청했다.
  - 의혹: 문화관광부 직원에 따르면 강병규와 동석한 유인촌 장관이 '연예인들이 베이징 올림픽에서 한국 선수단을 응원하기로 했으니 물심양면 지원하라'고 지시했다고 한다. 또한 강병규는 문광부에 모든 올림픽 경기장에 검문과 검표 없이 마음대로 들어갈 수 있는 귀빈용 프리패스 차량을 응원단에 배정하고 중국어 통역 문화관광부 공무원을 현지 가이드로 배정해달라는 요구를 했고, 이 요구사항이 거절되자 유인촌 장관에게 강하게 불만을 표했다고 한다.

- 강병규의 주장2: 원래 27만원짜리 호텔인데 물가 때문에 비싸게 묵을 수밖에 없었다.
  - 의혹: 강병규는 당초부터 숙박비는 1박에 100만원을 기준으로 해달라고 문광부에 요구했다. 이는 규모 있게 돈을 쓰느라, 저렴한 숙소를 이용했다는 해명과는 정면으로 배치된다.

- 강병규의 주장3: 좌석이 없어 비즈니스석을 이용했다
  - 의혹: 대한항공의 관계자에 따르면 당시 연예인들은 비즈니스석을 탔고, 공무원들은 같은 비행기의 이코노미석에 탔다고 한다. 만약 좌석이 없었다면 모두 비즈니스석을 타야 앞뒤가 맞는다. 또한 강병규는 비즈니스석과 이코노미석의 가격도 별 차이가 나지 않는다고 했지만, 대한항공에 따르면 베이징행 비즈니스석(프레스티지석) 요금은 90만원인데 비해 이코노미석은 40만~57만원이다.

- 강병규의 주장4: 자세한 건 문화관광부에서 해명할 것이다
  - 의혹: 강병규는 23일 세세한 것까지 내가 말할 필요는 없을 것 같다. 내일 문광부에서 발표할 예정이라고 말했다. 그러나 다음날 문광부는 아무런 입장 표명을 하지 않았고 유인촌 장관이 "문제가 있었다면 죄송하다"고 언급했을 뿐이다. 국정감사에서 의혹을 제기한 최문순 의원실 관계자에 따르면 예산 사용내역을 요구하니 문광부에서도 강병규씨가 대표로 있는 BU엔터테인먼트에서 사용내역을 받아서 줬다. 문화관광부는 BU엔터테인먼트가 영수증을 제대로 제출하지 않아 정확한 사용내역조차 파악하지 못하고 있었다고 말했다.

### 강병규의 2차 해명
이에 강병규는 31일에 위에 언급된 4가지 의혹이 사실과 다르다고 해명했다. 첫 번째 의혹에 관해서는 유인촌 장관과 야구 선수 시절부터 친분이 있어서 자연스럽게 올림픽 응원에 대한 이야기가 나온 것뿐이라고 했다. 또한 연예인 출신인 유인촌 장관은 연예인에 대해 누구보다 잘 알고 있었고, 아무런 조건 없이 무보수로 응원에 나선다는 연예인들에 감사의 뜻을 표하며 부처차원에서 최소한 지원할 수 있는 방안이 있다면 최선을 다하겠다는 뜻을 밝혔다고 했다. 두 번째 숙소 문제의 경우에는 최문순 의원이 최초 지적할 때 언급한 하얏트 호텔이 아닌 JW 매리어트 시티 월 베이징(JW Marriott City Wall Beijing) 호텔의 디럭스 룸을 2인 1실로 사용했다고 재해명했다. 또한 해당 호텔방은 10월말 현재 환율로 26만원(1250위안)이라고 했다. 세 번째 비행기 좌석 문제는 당시의 이코노미석(3등석)이 67만원까지 했었다고 언급하며 많은 인원이 단체로 움직이느라 비행기 좌석 확보에 어려움이 있었음을 토로했다. 또한 마지막 문화관광부에서 해명할 것이라고 주장한 내용에 대해서는 애초의 23일 기자회견이 약식으로 진행된 것이기 때문에 간략한 사항만 밝혔을 뿐이며, 정말 연예인들이 현지에 가서 흥청망청 쓰고 왔다면 비난을 받아도 마땅하지만 버스와 셔틀버스를 갈아타며 몇 시간을 이동하고, 비를 맞으며 응원에 매달렸던 연예인들이 마치 매국노처럼 매도되는 것이 정말 속상하다고했다.

### 강병규의 3차 해명과 이에 대한 비판
이후 강병규는 11월 15일 MBC에서 방영된 '뉴스 후'에 출연하여 자신에 대한 비난에 힘들어 했으며, 다시 한번 해명에 나섰지만, '뉴스 후'의 취재진은 이에 대한 의혹을 다시 제시했다.
- 강병규의 해명1: 누구라도 공감할 만한 살인적인 물가였다. 연예인이라서 숙소만큼은 제대로 준비해야겠다고 생각했다.
  - 의혹: 현지 숙박비의 두 배에 가까운 돈을 지불했다는 것으로 드러난다.

- 강병규의 해명2: 응원만 하면 되는 줄 알았기 때문에 경기 표를 신경 쓰지 못 했고, 그래서 경기장에 직접 간 것이 얼마 안 된다.
  - 의혹: 취재진은 해당 관계자가 미리 강병규에게 이와 같은 사실을 전한 것으로 알려졌다고 밝혔다.

- 강병규의 해명3: 응원단은 대중적으로 인지도가 있거나 스포츠에 관심이 많은 후배들을 중심으로 구성했다.
  - 의혹: 응원단에는 강병규의 회사에 소속된 탤런트 조여정이 포함돼 있으며, 이름 모를 사람도 포함돼 있었다.

- 강병규의 해명4: 연예인 이외의 동행자는 수행원이 아니라 동반자 한 명 데려가는 것에 대해 문화관광부와 사전조율했다.
  - 의혹: 문화관광부에 따르면 수행원을 데려가겠다고 했지 가족을 데려가겠다는 말은 못 들었다고 한다.

## 당사자들의 사과
(가나다순)
- 김용만, 현영

김용만·현영, '연예인 응원단 논란' 공식 사과…"의도 좋았는데 결과 나빠" - 조선일보
- 미나

미나, 중국 활동 중 ‘연예인 원정 응원’ 뒤늦게 사과 - 일간스포츠
- 한성주

미코 한성주, 베이징 올림픽 국고 논란 뒤늦게 사과 - 일간스포츠

## 스포츠토토기금 사용 논란
연예인 응원단에게 지급된 운영비 2억6천여만 원은 체육복권인 스포츠 토토 기금에서 나왔다. 국민체육진흥법 제29조에 따르면 스포츠토토의 수익금 10%는 문화부장관이 지정하는 문화·체육 사업에 지원할 수 있다. 하지만 이러한 기금은 준조세의 성격을 띠는 것으로 정부의 돈이라고 할 수 있다. 문화관광부는 2008년 국정감사에서 스포츠 토토 기금의 사용내역을 국회에 제출할 때에 이 연예인 응원단의 사용내역을 누락시켰다. 최문순 의원 역시 이 금액의 사용처를 추적하는 과정에서 연예인 응원단의 문제를 밝혀냈다.